# Централизация

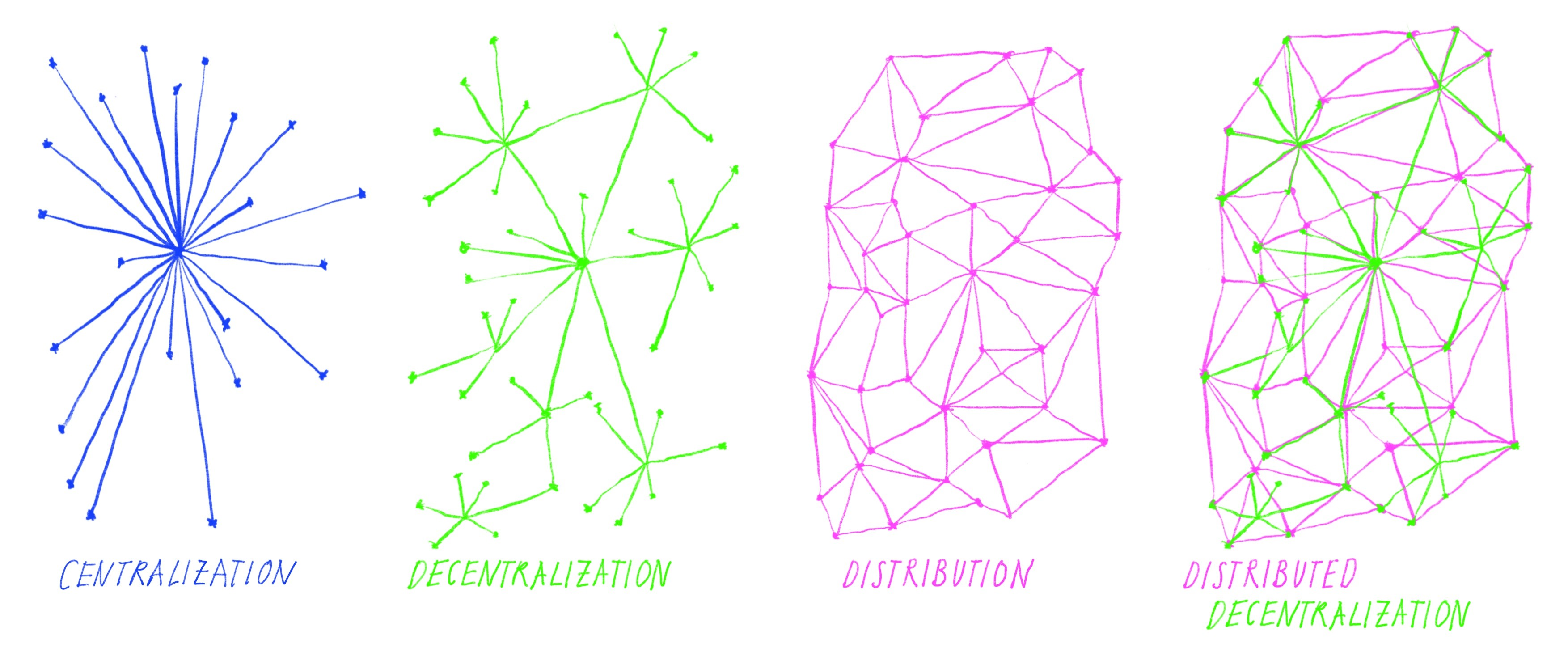

Централиза́ция (сосредото́ченье) — система управления, при которой местные учреждения, лишённые самостоятельности, действуют по непосредственным указаниям центральных.
Противоположная система — самоуправление, в иерархической системе такая реорганизация протекающих внутри системы процессов, при которой часть процессов переводится на более высокий (ближе к корню) уровень иерархии, соответственно, при децентрализации — на более низкий (дальше от корня) уровень.

## История
Слово «централизация» вошло в употребление во Франции, в 1794 году, после Великой французской революции (переворота), когда лидеры Французской Директории создали новую правительственную структуру для управления государством.
В церковных делах существовала и существует централизация, например в Римско-католической церкви, через все степени католической иерархии проходят строгая централизация и субординация.
Например, в экономике, в менеджменте, централизация может означать передачи доли полномочий и обязанностей в части вынесения решений от подчинённых к руководителю.
В политике, в политологии обычно под централизацией понимают сосредоточение государственной власти в центре (в противоположность, например, федерализации, когда часть государственной власти и ответственность за их использование, делегируется от центра к регионам (странам, краям)). 
В информатике (конкретнее, в теории передачи данных) под централизацией могут понимать выделение сервера в сети, а под децентрализацией — создание таких условий, чтобы надобность в сервере отпала, и участники сети обладали одним рангом. В качестве примера можно рассмотреть популярные интернет-чаты, некоторые из которых следуют централизации (требуют выделения отдельного сервера, на котором хранится информация о текущих процессах в чате и который организует обмен данными с клиентами), а некоторые — децентрализации (сервера нет, информация о текущих процессах в чате хранится распределённо на машинах клиентов и передаётся, как правило, широковещательными сообщениями).